# 마이크로블로그
마이크로블로그(microblog) 또는 미니블로그(miniblog)는 블로그 서비스의 일종이다. 마이크로블로그는 콘텐츠가 보통 실제 파일 크기보다 더 작다는 점에서 전통적인 블로그와 구별된다. 마이크로블로그를 사용하면 사용자들은 짧은 문장, 개개의 이미지, 비디오 링크와 같은 작은 내용 요소를 주고받을 수 있으며 이것이 대중화의 주된 이유가 될 수 있다. 이 작은 메시지들은 마이크로포스트(micro post)라고 부른다.
인터넷에 블로거가 올린 한 두 문장 정도 분량의 단편적 정보를 해당 블로그에 관심이 있는 개인들에게 실시간으로 전달하는 새로운 통신 방식을 사용한다. 미니블로그 내의 이용자 사이에 서로 메시지를 주고받는 형태를 하기도 한다. 짧은 텍스트 형태이므로, 실시간으로 정보가 업데이트가 된다. 따라서 사용자는 채팅을 하는 것과 비슷한 체험을 얻을 수 있다. 결과적으로 블로그 + 메신저의 형태라고 할 수 있다. 사진이나 동영상, 웹사이트 URL 등을 올릴 수 있는 경우도 있다. 컴퓨터 뿐 아니라 휴대전화 등을 써서 이용하기도 한다.

## 예
- 시나 웨이보
- 트위터
- 텀블러
- 마스토돈

## 같이 보기
- 소셜 네트워크 서비스
- 블로그
- 싸이월드 미니홈피